# Escola de Matemática e Navegação de Moscou
A Escola de Matemática e Navegação de Moscou (em russo: Школа математических и навигацких наук) foi uma instituição educacional russa fundada por Pedro o Grande em 1701, funcionava em Moscou até 1752, era situado na Torre de Sujarev. A escola continha três estádios: aritmética, matemática superior e náutica prática, estudos duravam cerca de 4 anos. Em 1715 a parte da escola torna-se a Academia Marinha em São Petersburgo (agora: Instituto da Marinha de Guerra de São Petersburgo).